# エイタン・フォックス
エイタン・フォックス  (Eytan Fox、ヘブライ語: איתן פוקס、 1964年8月21日-)は、イスラエルの映画監督。

## 人物
ニューヨークに生まれ、2歳の時家族とともにイスラエルへ渡る。父シーモア・フォックス(Seymour Fox)は保守派のラビで、ヘブライ大学のユダヤ教育の主任教授だった。母 Sara Kaminker-Foxはエルサレム市議会議長で、エルサレム都市化計画に携わっていた。2人には、エイタン以外にもデイヴィッドとダニーという子がいた。
エルサレムで育ち、陸軍に従事した後、テルアビブの Tel Aviv University's School of Film and Televisionに通った。 
ゲイであることを公表しており、パートナーである作家・ジャーナリストのGal Uchovskyとは18年以上の付き合いがある。Uchovskyはエイタン・フォックスの映画の脚本を担当することが多い。
現在はフランスのヴァルボンヌに住んでいる。

## 受賞歴
2006年、この10年で最も多大な功績を残したユダヤ映画を作った者に与えられるDecade Awardを受賞。授賞式はワシントンD.C.で行われた。

## 監督作品
- After (1990)
- Shirat Ha'Sirena ("Siren's Song," 1994)
- Florentin (1997, TV series)
- Ba'al Ba'al Lev (1997)
- ヨッシ&ジャガー Yossi & Jagger (2002)
- ウォーク・オン・ウォーター Walk on Water (2004)
- バブル The Bubble (2006)
- Sublet (2020)